# Рибар Тетяна Стефанівна
Тетяна Стефанівна Рибар – (нар.23 серпня 1959, місто Мукачево, Закарпатська область) – українська художниця та поетеса, прозаїк. Член Національної спілки письменників України. Лауреатка літературної премії імені Юрія Мейгеша за  збірку новел «У кожного своє небо» (2016). Лауреатка премії імені Олександра Духновича у номінації художня література за збірку «Дзиґар», вибране та «Високе місце», верлібри (2019). Переможиця літературного конкурсу ім. Джона Буньяна 2021 року, у номінації "Оповідання".
Завідувачка, співзасновниця літературно-мистецького музею у місті Мукачеві.

### Життєпис
1974 – музична школа: клас домра, фортепіано
1976 –  Мукачівська СШ№20,
1984 – Львівський Політехнічний інститут. Інженер-геодезист
2014 – Карпатський Університет імені А.Волошина. Психолог
2019 – Херсонський Державний Університет, факультет культури та мистецтв. Магістр образотворчого та декоративного мистецтва.
Син - Рибар Юрій (1980 р.н.)- Фінанси, веб дизайн, АйТі.
Син - Рибар Ігор (1982 р.н.) –  музикант,(гітари, клавішні), співзасновник українського рок-гурту Без Обмежень, https://www.facebook.com/watch/?v=4693070897376899
Чоловік Рибар Михайло Юрієвич – помер у 2007 році.
Член творчого об’єднання «Райдуга» та арт-клубу «Палітра-спектр». Учасниця численних колективних регіональних, всеукраїнських та міжнародних виставок живопису, художніх пленерів.
2019-2021 роки – три персональні виставки. Картини художниці знаходяться у приватних колекціях України, Білорусії, Угорщини, Чехії, Австрії.
2016-2021 роки – голова Мукачівського літературного об’єднання «Рідне слово».
Власний кореспондент міськрайонної газети Мукачево.

### Творчість
Авторка поетичних та прозових збірок:
2004 – «Дивна сова», «Вікторія і друзі», дитячі вірші
2004 – «Марево літа», поезія
2005 – «Вічністю запропонована любов», поезія
2007 – «Світлотіні і настрої», поезія
2009 – «Мукачівські інтерпретації», поезія
2011 – «Знеболення снігами», поезія
2012 – «Мідні груші», поезія
2013 – «Дзиґар», поезія
2014 – «Чарівна флояра», поеми
2015 – «У кожного своє небо», новели
2018 – «Дзиґар», вибране
2018 – «Високе місце», верлібри
2020 – «Іде Месія», різдвяні пісні (у співавторстві з композитором І.Біликом)
2021 – «Вежа солоної риби», поезія 
Публікує вірші у періодичних виданнях, альманахах. Упорядниця колективних літературних альманахів.